# Jalal al-Din Khalji
Jalāl al-Dīn Khaljī (in urdu جلال الدین خلجی‎?; fl. XIII-XIV secolo) fu il fondatore e il primo Sultano della dinastia Khaljī, che governò il Sultanato di Delhi dal 1290 al 1320.
Originariamente chiamato Fīrūz, Jalāl al-Dīn cominciò la sua carriera come ufficiale della dinastia mamelucca di Delhi, e guadagnò una posizione di assoluto rilievo sotto il Sultano Muʿizz al-Dīn Kayqubād. Dopo che questi rimase paralizzato, un gruppo di nobili acclamò nuovo Sultano il suo figliolo neonato, Shams al-Dīn Kayumarth, e provò a uccidere Jalāl al-Dīn. Tuttavia fu questi a uccidere i congiurati, e divenne Reggente. Pochi mesi dopo, egli depose Kayumarth e divenne il nuovo Sultano.
Come Sultano, respinse l'invasione mongola dell'India, e consentì a numerosi Mongoli d'insediarsi in India dopo la loro conversione all'Islam. Assoggettò Mandawar (Rajasthan e Jhain, strappandole al re Hammira dei Chahamana di Ranastambhapura, sebbene non fosse in grado di conquistare la capitale dei Chahamana di Ranthambore.
Durante il suo regno, suo nipote ʿAlī Gurshasp razziò nel 1293 Bhilsa e nel 1296 Devagiri.
Jalāl al-Dīn aveva circa 70 anni al momento dell'ascesa al trono, era conosciuto tra i suoi sudditi per la sua bonarietà, la sua sostanziale modestia e la sua gentilezza. Durante il primo anno del suo governo governò da Kilokhri per evitare contrasti coi vecchi nobili turchi della corte sultanale di Delhi. Vari nobili lo consideravano un debole e tentarono senza successo di rovesciarlo in varie occasioni. Irrigò pene indulgenti ai ribelli, salvo nel caso di un derviscio, Sīdī Mawla, che fu giustiziato sotto l'accusa di aver complottato per rovesciare il suo regno. Jalāl al-Dīn fu infine assassinato da suo nipote ʿAlī Gurshasp, che quindi ascese al trono col nome di ʿAlāʾ al-Dīn Khaljī.

## Gioventù

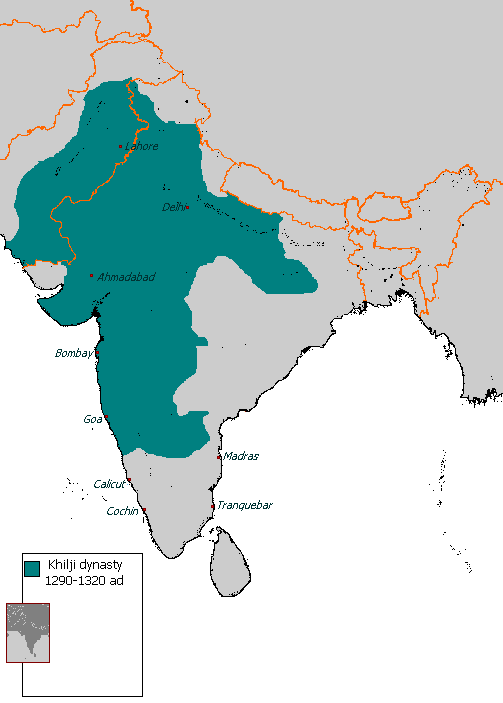
Estensione del Sultanato di Delhi tra il 1290 e il 1320.

Jalāl al-Dīn era un Turco della tribù dei Khalaj. I suoi avi erano emigrati dal Turkestan all'odierno Afghanistan, insediandosi nella provincia di Helmand e Laghman per oltre due secoli, sposandosi coi locali afgani e adottando i loro costumi e le loro usanze. Per questo, quando la sua famiglia emigrò in India, i nobili turchi di Delhi li considerarono Afghani.
Prima della sua ascesa al trono, Jalāl al-Dīn era noto come Malik Fīrūz. Con suo fratello Shihāb al-Dīn (padre di ʿAlāʾ al-Dīn Khaljī) servì sotto il Sultano di Delhi Ghiyāth al-Dīn Balban per numerosi anni. Acquisì la posizione di sar-i jandar (capo della Guardia del corpo sultanale) e più tardi fu nominato governatore della provincia frontaliera di Samana (Punjab). Come governatore di Samana si distinse nelle guerre del Sultanato contro gli invasori Mongoli Chagatai.
Dopo la morte di Balban nel 1287, il kotwal di Delhi, Malik al-Umarāʾ Fakhr al-Dīn, elevò al trono il decenne nipote di Balban, Muʿizz al-Dīn Kayqubād col titolo di Muʿizz al-Dīn (Fortificatore della fede). Kayqubād fu un governante debole e l'amministrazione fu fatta funzionare dal suo funzionario Malik. Dopo l'avvelenamento di Niẓām al-Dīn da parte di funzionari rivali, Kayqubād richiamò Jalāl al-Dīn da Samana, gli attribuì il titolo di "Shayista Khān", lo nominò ʿArīḍ-i mamālīk e lo nominò governatore di Baran.
In quel periodo la salute di Kayqubād peggiorò, e due fazioni rivali di nobili cominciarono a brigare per il potere a Delhi. Una fazione, guidata da Malik Aytemur Surkha, pensò di trarre vantaggio dal sostegno della vecchia nobiltà turca, mirando a mantenere sul trono la famiglia di Balban. L'altra fazione era invece condotta da Jalāl al-Dīn, che simpatizzava per la nuova nobiltà che si stava costituendo.

## Reggente di Kayumarth
Allorché Kayqabād rimase inguaribilmente paralizzato, Malik Surkha e il suo collega Malik Kachhan nominarono suo figlio Kayumarth nuovo Sultano, col titolo di Shams al-Dīn II. I due nobili progettarono quindi di uccidere i loro rivali aristocratici, incluso Jalāl al-Dīn (all'epoca chiamato Malik Fīrūz). Allora, Jalāl al-Dīn fu condotto a ispezionare l'esercito sultanale a Bhugal Pahari (Baharpur secondo Ḍiyāʾ al-Dīn Baranī). Suo nipote Malik Aḥmad Chap, che ricopriva l'incarico di naʾīb-i amīr-i ḥājib (vice ciambellano), lo informò della cospirazione. Jalāl al-Dīn perciò si spostò nei suoi acquartieramenti a Ghiyāthpūr e convocò i suoi parenti da Baran, col preteso di prepararsi a contrastare un'imminente invasione mongola. Altri ufficiali della cerchia di Surkha raggiunsero parimenti i Khalji.
Poco dopo, Jalāl al-Dīn ricevette un ordine che lo convocava alla corte sultanale di Delhi, e capì che ciò faceva parte del complotto ai suoi danni. Accampò scuse col pretesto di dover condurre un'ispezione dell'esercito a Kannauj. Kachhān marciò allora personalmente da Delhi a Kannauj e informò Jalāl al-Dīn che la sua presenza era assolutamente richiesta subito a Delhi. Jalāl al-Dīn mostrò di ignorare del tutto la cospirazione e chiese a Kachhān di fermarsi in una tenda finché egli avesse completato la sua ispezione. Nella tenda, Jalāl al-Dīn fece decapitare Kachhān e il suo cadavere fu scaraventato nel fiume Yamuna, avviando la guerra contro Delhi e le sue fazioni rivali.
I figli di Jalāl al-Dīn marciarono quindi sulla capitale del Sultanato, entrarono nel palazzo reale e portarono il Sultano titolare Kayumarth al campo di Jalāl al-Dīn. Malik Surkha e i suoi soci tentarono di liberare Kayumarth, ma furono catturati e uccisi. Gli uomini di Jalāl al-Dīn fermarono anche alcuni figli del Malik al-Umarāʾ Fakhr al-Dīn, il kotwal di Delhi, e quindi Fakhr al-Dīn ammonì la popolazione di Delhi di non tentare di liberare Kayumarth.
Dopo essersi sbarazzato degli ufficiali della fazione rivale, Jalāl al-Dīn seguitò a riconoscere Kayumarth come Sultano di Delhi. Divenne governatore delle province di Bhatinda, Dipalpur e Multān. Inizialmente offrì la Reggenza di Kayumarth al nipote di Balban, Malik Chajju e a Fakhr al-Dīn. Tuttavia, Malik Chajju preferì essere governatore di Kara-Manikpur, e anche Fakhr al-Dīn respinse l'offerta. Pertanto, Jalāl al-Dīn stesso divenne Reggente.
Kayqubād morì il 1º febbraio 1290: secondo lo storico indiano del XV secolo Yaḥyā bin Aḥmad Sirhindī, egli morì di inedia, a lungo trascurata, ma un'altra fonte afferma che egli fu ucciso su ordine di Jalāl al-Dīn da un ufficiale il cui padre era stato giustiziato da lui. la titolarità del Sultanato durò appena tre mesi circa.

## Ascesa al trono

Estensione del Sultanato di Delhi all'epoca dell'ascesa al trono di Jalāl al-Dīn Khaljī.

Jalāl al-Dīn (noto come Malik Fīrūz fino al momento in cui divenne Sultano, ascese al trono di Delhi nel giugno del 1290, nel non ancora finito Palazzo Kilokhri (o Kilughari o Kailugarhi) presso Delhi. Al tempo della sua ascesa al potere, Jalāl al-Dīn era molto impopolare. Godeva di scarso sostegno tra i Turchi di antica nobiltà, che erroneamente credevano che egli non fosse di discendenza turca come loro. Inoltre, era un uomo anziano di circa 70 anni, e il suo carattere mite era giudicato in modo critico vista la posizione che occupava. Per la sua impopolarità, egli decise di non trasferirsi nel palazzo di Balban a Delhi, e visse invece a Kilokhri per quasi un anno, completando il palazzo, Kilokhri divenne quindi un'importante città.
Jalāl al-Dīn evitò di fare cambiamenti radicali nell'amministrazione e mantenne al loro posto, che occupavano fin dall'epoca di Balban, i nobili turchi. Ad esempio, Fakhr al-Dīn rimase kotwal di Delhi, Khwāja Khāṭir conservò la carica di vizir e il nipote di Balban, Malik Chajju, restò governatore di Kara-Manikpur. I componenti sopravvissuti del casato sultanale di Balban si spostarono a Kara, sotto il governatorato di Chajju.
Allo stesso tempo, Jalāl al-Dīn destinò suoi parenti e amici a importanti uffici pubblici. e nominò suo fratello Yaghrash Khān capo delle forze armate (arīz-i mamālīk), e suo nipote Aḥmad Chap  nāʾib-i barbek. Insignì suo figlio maggiore Maḥmūd col titolo di Khān-i Khānan (Khān dei Khān); ai suoi due altri figli attribuì il titolo di Arkali Khān e Qadr Khān. Nominò inoltre i suoi nipoti ʿAlāʾ al-Dīn Khaljī (allora chiamato ʿAlī Gurshasp) e Almas Beg rispettivamente Amīr-i Tuzuk (equivalente a Maestro di cerimonie) e Akhur-beg (equivalente a Maestro di stalla).
Gradualmente, Jalāl al-Dīn superò l'iniziale ostilità dei cittadini di Delhi e si guadagnò la reputazione di monarca umile e gentile, in quanto opposto a precedenti despoti come Balban. Dopo essere entrato a Delhi e al Palazzo Rosso, smontò da cavallo e rifiutò di sedersi sul trono nelle udienze pubbliche, per significare che la corona era sulla sua testa in quanto obbligato dai maliziosi intenti di Surkha e Kachhan.

## Rivolta di Malik Chajju
Mentre la gente generalmente ammirava Jalāl al-Dīn come una persona cortese, bonaria e sincera, una parte dei nobili lo stimava un governante fiacco. Nell'agosto del 1290, il nipote di Balban, Malik Chajju Kashli Khān, che guidava l'antica famiglia sultanale, scatenò una rivolta contro Jalāl al-Dīn a Kara. Chajju sembra avesse optato per il governatorato della lontana provincia orientale di Kara-Manikpūr per restare fuori da ogni controllo sultanale e probabilmente perché sperava di ricevere l'appoggio di suo cugino Nāṣir al-Dīn Bughrā Khān (padre di Kayqubād), che nel 1287 era diventato signore indipendente della regione orientale del Bengala.
Chajju s'insignì del titolo di Sultan Mughīth al-Dīn, e dichiarò la sua indipendenza da Delhi. Come segnale della sua sovranità, emise monete e una khuṭba fu letta a suo nome. ʿAlī Ḥātim Khān, il governatore di Awadh, e altri nobili nominati nelle regioni orientali del Sultanato, lo appoggiarono. Chajju fu anche sostenuto da un certo numero di capi hindu della pianura gangetica, che non avevano versato il loro tributo da anni, e che giurarono alleanza alla famiglia di Balban. In simili circostanze, gli ufficiali fedeli a Jalāl al-Dīn nella regione del Doāb tra Gange e Yamuna cominciarono a ritirarsi da quelle aree.
Chajju era fiducioso che avrebbe ottenuto maggior sostegno rispetto a Jalāl al-Dīn, che ancora stentava a ricevere il favore della nobiltà più antica di Delhi e delle sue aree limitrofe. Quindi marciò su Delhi seguendo la sponda sinistra del fiume Gange, e quindi del fiume Ramganga. Probabilmente aveva pianificato di entrare a Delhi dall'area di Amroha. A Bada'un, i suoi sostenitori Malik Bahādur e Alp Ghazī lo raggiunsero con le loro truppe. Jalāl al-Dīn partì allo scopo di reprimere la rivolta dopo aver lasciato a suo figlio primogenito, Khān-i Khānan (i.e. Khān dei Khān), il controllo di Delhi. Egli stesso guidò il suo esercito su Bada'un, via Koil (oggi Aligarh). L'avanguardia delle sue forze, al comando del suo secondogenito Arkalī Khān, marciò in testa all'esercito, e avvistò le forze di Chajju sulla sponda opposta del Ramganga. I soldati di Chajju s'erano impadroniti di tutte le imbarcazioni, cosicché il contingente di Arkalī Khān non fu in grado di traversare il corso d'acqua. Di notte, Arkalī Khān scagliò però un'incursione nell'accampamento di Chajju, usando zattere e pontoni. Le incursioni causarono il panico tra i soldati di Chajju, che abbandonarono l'accampamento e fuggirono a settentrione. Arkalī Khān saccheggiò per due giorni l'accampamento abbandonato, quindi inseguì il nemico. Intercettò le forze di Chajju che attraversavano il Ramganga e combatté una battaglia non determinante. Nel frattempo, le forze di Jalāl al-Dīn attraversarono il Gange a Bhojpur (presso Farrukhabad), e impegnarono i sostenitori di Chajju in un'altra battaglia.
Di notte, un agente del sostenitore hindu di Chajju, Bhim Deva (Biram Deva Kotla secondo il Tarīkh-i Mubārak Shāhī), lo informò che Jalāl al-Dīn avrebbe attaccato il suo esercito dal retro. Chajju allora lasciò segretamente l'accampamento con i suoi fedeli. Alla mattina, Arkalī Khān valicò il fiume, e sconfisse facilmente il rimanente esercito di Chajju. I sostenitori di Chajju, Alp Ghazī e Bhim Deva, furono uccisi, mentre Malik Masʿūd e Malik Muḥammad Balban furono catturati. Il resto delle forze di Chajju allora si arrese. Chajju stesso trovò riparo in un villaggio dotato di mura, ma il capo del villaggio lo consegnò all'esercito di Jalāl al-Dīn.
Arkalī Khān raggiunse quindi Jalāl al-Dīn e i due eserciti riuniti marciarono verso i distretti orientali per punire i capi che avevano appoggiato Chajju. Alcuni di loro, come quello di Rupal, si arresero e salvarono se stessi offrendo cospicui tributi. Altri, come quello di Kahsun, resistettero alle razzie sultanali. I ribelli hindu furono giustiziati e i ribelli musulmani di origine indiana vennero venduti come schiavi.
Jalāl al-Dīn trattò i ribelli musulmani turchi con gentilezza, malgrado le obiezioni sollevate dal nipote Ahmad Chhap. Quando i ribelli nobili imprigionati furono portati al suo accampamento in catene, il sultano disapprovò quel trattamento. Ordinò che fossero liberati, ben rivestiti e che si concedesse loro ospitalità. Invitò i nobili ribelli di alto rango, come Amīr ʿAlī Sarjandar, a una festa. Anche Malik Chajju, che fu catturato pochi giorni dopo, fu inviato a un confino onorevole a Multan anziché essere giustiziato, e i suoi associati furono rilasciati.
Jalāl al-Dīn apertamente lodò i ribelli per la loro lealtà al loro defunto signore Balban. Quando Aḥmad Chhap obiettò circa tale indulgenza, Jalāl al-Dīn dichiarò di non essere capace di agire da tiranno, e sostenne che i nobili perdonati gli sarebbero stati grati e che sarebbero rimasti a lui leali.

## Invasione mongola
Qualche tempo dopo la rivolta di Chajju, i Mongoli invasero il Sultanato, penetrando da NO. L'invasione era condotta da ʿAbd Allāh, che era nipote di Hallu (Hulagu Khan), secondo lo storico Ḍiyāʾ al-Dīn Baranī, o un figlio "del principe del Khurasan", secondo il Tarīkh-i Mubārak Shāhī di Yaḥyā b. Aḥmad Sirhindī.
Le province di frontiera di Dipalpur, Multan e Samana furono governate dal figlio di Jalāl al-Dīn, Arkalī Khān. Jalāl al-Dīn di persona comandò un esercito per respingere gli invasori. I due eserciti si fronteggiarono in una località chiamata Bar-ram, e le loro avanguardie s'impegnarono in schermaglie. Finite che furono, il vantaggio arrise alle forze di Delhi, e i Mongoli arretrarono.
Un gruppo di Mongoli, guidato da Ulugh (un altro nipote di Hulagu), decise di abbracciare l'Islam e chiese a Jalāl al-Dīn il permesso d'insediarsi in India. Nel Sultanato di Delhi i Mongoli furono visti come incalliti criminali, coinvolti in omicidi e rapine lungo le strade. Malgrado ciò, Jalāl al-Dīn accettò le loro scuse e permise il loro insediamento nella bassa pianura del Gange, lungo la frontiera col Bengala, circostante Lucknow. Il Sultano concesse quanto necessario all'insediamento, anche a livello sociale. Tali Mongoli erano chiamati "Nuovi musulmani".

## Campagna di Ranthambore
Il re Hammira-deva dei Chahamana di Ranastambhapura governava su un regno centrato su Ranthambore, sito a SO di Delhi. L'espansionismo di Hammira aveva minacciato Ajmer e le frontiere tra l'Haryana e il Sultanato di Delhi, convincendo Jalāl al-Dīn a invadere quel regno.

### Assedio di Mandawar
Jalāl al-Dīn marciò, attraverso Rewari e Narnaul, per giungere alla frontiera di Alwar col regno di Hammira. Dapprima assediò le fortezze di Mandawar, nel Rajasthan, chiamata "Mandor" da Ḍiyāʾ al-Dīn Baranī e Yaḥyā bin Aḥmad Sirhindī). Mandawar aveva un tempo fatto parte del Sultanato di Delhi, ma era stata perduta a vantaggio dei Chahamana negli anni precedenti; Jalāl al-Dīn la riconquistò nel 1292. Dopo questa vittoria, egli effettuò incursioni nelle campagne limitrofe, razziando un gran numero di capi di bestiame.
Secondo il Tarīkh-i Mubārak Shāhī di Sirhindī, l'assedio di Mandawar durò quattro mesi, ma lo storico A. B. M. Habibullah scrive che ciò riguardò l'intera campagna di Ranthambore, inclusi gli assedi di Mandawar, Jhain e Ranthambore.
Il figlio maggiore di Jalāl al-Dīn, detto Khān-i Khānan, morì alla vigilia della campagna di Mandawar.

### Assedio di Jhain
Nel 1291, Jalāl al-Dīn marciò attraverso la regione di Karauli su Jhain, una città da cui era possibile osservare quanti si fossero avvicinati alla capitale dei Chahamana, Ranthambore. Una compagnia di esploratori dell'esercito di Delhi, al comando di Qarā Bahādur, sconfisse un contingente di Chahamana. Jalāl al-Dīn inviò allora un più consistente distaccamento a porre sotto assedio il Forte di Jhain. Quando gli invasori furono a due farsang dal Forte, un esercito Chahamana, sotto il comando di Gurdan Saini, uscì dal Forte e impegnò il nemico in combattimento. La compagine di Delhi uscì vittoriosa e Gurdan Saini fu ucciso in azione. Gli invasori inseguirono quindi i soldati Chahamana in ritirata, attraversando i fiumi Chambal, Kunwari e Banas. I contendenti Chahamana scampati si fermarono a Jhain e poi evacuarono il Forte, ritirandosi su Ranthambore.
In seguito a questa vittoria, gli invasori si abbandonarono al saccheggio e diroccarono il Forte di Jhain. Jalāl al-Dīn, da musulmano iconoclasta, infranse gli idoli, malgrado ne ammirasse le sculture e gli intagli.
Nel Miftāḥ al-futūḥ (La chiave delle conquiste), scritto dal cortigiano di Jalāl al-Dīn, Amir Khusrow, si afferma che migliaia di difensori furono uccisi nell'assedio di Jhain, mentre l'esercito di Delhi avrebbe lamentato solo un morto turco (cosa ovviamente del tutto inattendibile).

### Assedio di Ranthambore
Dopo aver espugnato Jhain, Jalāl al-Dīn ordinò alle sue truppe di assediare il Forte di Ranthambore, che era situato sulla sommità di un'altura e che era reputato inespugnabile. Egli impartì ordini per la costruzione di macchine d'assedio come i maghrabi (catapulte), sabat, gargaje e un pasheb (un dispositivo che consentiva di raggiungere la sommità di un'altura). Secondo lo storico indiano di Delhi, Ḍiyāʾ al-Dīn Baranī, egli tolse l'assedio quando si recò a ispezionare il progresso delle costruzioni ossidionali e capì che l'impresa avrebbe comportato un alto numero di morti tra i musulmani. Baranī sostiene che Jalāl al-Dīn avrebbe dichiarato che non avrebbe rischiato il capello di un solo musulmano per "dieci forti simili". Il nipote di Jalāl al-Dīn, Aḥmad Chap, si oppose a tale decisione dicendo che ciò avrebbe incoraggiato gli Hindu, e gli chiese di emulare i primi sovrani musulmani come Mahmud di Ghazna e Sanjar, "la cui indubbia pietà non avrebbe mai limitato la loro attività regale". Ma Jalāl al-Dīn replicò che i paragoni con Maḥmūd e Sanjar non avevano senso, visto che i loro domini non includevano "un singolo idolatra".

## Cospirazioni contro Jalāl al-Dīn

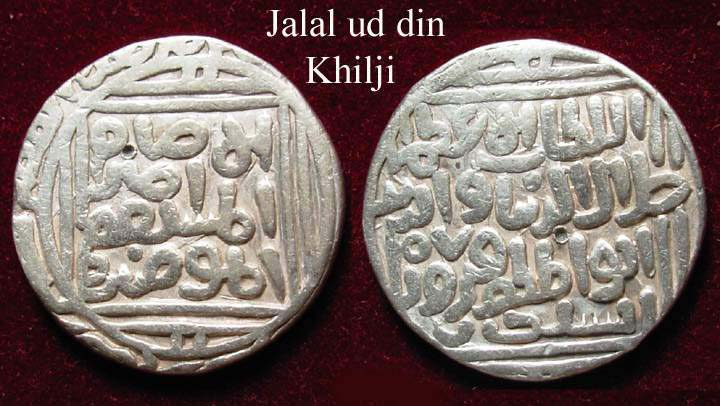
Moneta di Jalāl al-Dīn Khaljī.

### Complotto di Tāj al-Dīn Kuchi
Numerosi cortigiani di Jalāl al-Dīn credevano che egli fosse un sovrano fiacco,che non avrebbe ispirato alcun opportuno sentimento di timore tra i suoi sudditi e i nemici del Sultanato. Durante la Campagna di Ranthambore, alcunio dei suoi più intimi collaboratori s'incontrarono nell'abitazione di Malik Tāj al-Dīn Kuchi. In preda ai fumi dell'alcol, essi discussero circa l'omicidio di Jalāl al-Dīn e l'ascensione al trono, in sua vece, di Tāj al-Dīn.
Quando Jalāl al-Dīn venne a sapere tutto ciò, convocò i cortigiani infedeli per un incontro privato. Tuttavia, invece di punirli, egli li svergognò, sfidandoli a ucciderlo con la sua propria spada. essi chiesero perdono, attribuendo il loro comportamento all'intossicazione da alcol, con Nuṣrat Ṣabbāḥ che rese una "accorta e servile confessione". L'incontro si concluse con una libagione di vino e la recita di poesie da parte dello stesso Jalāl al-Dīn.

### Presunta cospirazione di Sīdī Mawlā
Jalāl al-Dīn fu indulgente verso i suoi detrattori, e anche verso i più ostinati detrattori si limitò a esiliarli dai loro  iqṭāʿ (feudi) per un anno. L'unico caso in cui inflisse punizioni più severe fu durante la presunta cospirazione Sīdī Mawlā.
Sīdī Mawlā era un capo religioso di origine straniera, appartenente a una setta eterodossa islamica di dervisci. Possedeva una grande khanqa ed era stimato per la sua profonda carità fin dall'epoca del Sultanato di Kayqubād. La sua istituzione attirava numerosi Emiri e ufficiali decaduti, dell'epoca di Balban. Suoi seguaci erano anche nobili della cerchia dello stesso Jalāl al-Dīn, incluso Qāḍī Jalāl Kashānī, e del defunto principe ereditario Khān-i Khānan (Maḥmūd ibn Jalāl al-Dīn).
Sīdī Mawlā si dice avesse pianificato l'uccisione di Jalāl al-Dīn per diventare Sultano, malgrado simili accuse non siano state provate. In base a una narrazione quasi contemporanea, tali accuse sarebbero state imbastite da dervisci gelosi di un gruppo rivale. Si dice che Sīdī Mawlā avesse chiesto a Hathya Payk e al Kotwal Niranjān di assassinare Jalāl al-Dīn un venerdì. Quei due erano ufficiali hindu dell'epoca di Balban (pahlavān, ossia o lottatori rituali, secondo Ḍiyā al-Dīn Baranī). Malik Ulghu, il comandante mongolo che era entrato al servizio di Jalāl al-Dīn, riferì tali accuse al figlio del Sultano, Arkalī Khān, mentre suo padre era occupato ad assediare Mandawar. Arkalī Khān, che non apprezzava le persone vicine al fratello maggiore morto, (Maḥmūd ibn Jalāl al-Dīn, detto Khān-i Khānan, accolse come vere le accuse e arrestò i cosiddetti cospiratori.
Quando Jalāl al-Dīn tornò a Delhi, i presunti complottatori furono portati al suo cospetto e giudicati non colpevoli. Gli ulama musulmani ortodossi, che non avevano saputo presentare alcuna prova del fatto, suggerirono però un'ordalia del fuoco. Quando Jalāl al-Dīn fu convinto - a prova evidentemente fallita - che gli imputati erano colpevoli, ordinò che i cospiratori hindu Hathya e Niranjā fossero giustiziati. Bandì poi Qāḍī Jalāl Kashānī e gli ufficiali dell'età di Balban che avevano seguito Sīdī Mawlā. Successivamente si occupò di Sīdī Mawlā e perse la calma quando Sīdī Mawlā negò ripetutamente il suo coinvolgimento nella cospirazione. Un irritato Jalāl al-Dīn chiese allora a un gruppo di qalandar di pugnalare Sīdī Mawlā. Arkalī Khān più tardi fece calpestare a morte il ferito Sīdī Mawlā da un elefante.
L'esecuzione di Sīdī Mawlā fu seguita da una tempesta di sabbia e da una siccità causata dalla mancanza di piogge. Queste catastrofi comportarono una severa carestia, durante la quale i prezzi delle granaglie divennero stratosferici e un gran numero di persone si suicidò saltando nel fiume Yamuna. I devoti di Sīdī Mawlā giudicarono queste sciagure come la prova della sua innocenza.

## Il complotto di ʿAlī Gurshasp
Dopo aver deposto Malik Chajju, Jalāl al-Dīn nominò suo nipote ʿAlī Gurshasp (in seguito Sultano ʿAlāʾ al-Dīn Khaljī) governatore di Kara. Il padre di ʿAlī era morto quando egli era giovane e Jalāl al-Dīn si era occupato di allevare lui e suo fratello Almas Beg (poi Ulugh Khan). Jalāl al-Dīn aveva poi fatto sposare le sue due figlie ad ʿAlī e Almas. La vita domestica di ʿAlī era però miseranda, visto che non andava d'accordo con la moglie e con sua suocera, e desiderava metter fine alla sua dipendenza dalla famiglia di Jalāl al-Dīn. A Kara, i vecchi sostenitori di Malik Chajju lo istigarono a rovesciare suo zio e suocero Jalāl al-Dīn. Al fine di disporre delle risorse necessarie per rovesciare Jalāl al-Dīn, ʿAlī effettuò una spedizione contro Bhilsa nel 1293. Quest'ultimo era una città caratterizzata da un importante tempio nel regno Paramara di Malwa, che era stata già invasa dai Vaghela, da Chahamanas di Ranastambhapura e dai Dinastia Yadava. Come risultato, ʿAlī razziò un gran numero di capi animali e importanti metalli preziosi. Nel corso del suo soggiorno a Bhilsa, egli venne a sapere delle enormi ricchezze del regno meridionale dei Yadava, e degli itinerari che conducevano alla loro capitale di Devagiri. Inviò astutamente il bottino preso a Bhilsa a Jalāl al-Dīn per ottenere la fiducia del Sultano, ma tacque le informazioni ricevute sul regno Yadava. Ammansito per il bottino ricevuto, Jalāl al-Dīn insignì ʿAlī del titolo onorifico di ʿArīḍ-i mamālīk, che un tempo era stato del padre di ʿAlī e fratello del Sultano. Garantì inoltre il governatorato di Awadh che si aggiunse a quello di Kara-Manikpur. Accolse inoltre la richiesta del nipote ʿAlī di impiegare il surplus degli itroiti per arruolare truppe supplementari con cui invadere quei territori meridionali tanto ricchi ma debolmente protetti oltre Chanderi.
Nei successivi anni, ʿAlī progettò segretamente un'incursione ai danni di Devagiri. Nel 1296 si mosse alla volta di Devagiri con una cavalleria forte di 8 000 uomini ben armati. Lasciò l'amministrazione di Kara a ʿAlāʾ al-Mulk, che ingannò l'amministrazione di Jalāl al-Dīn a Delhi circe il reale intento di fondo di ʿAlī. A Devagiri, ʿAlī predò un bottino molto consistente. Allorché Jalāl al-Dīn seppe del successo di ʿAlī a Devagiri, si rallegrò della prospettiva del tesoro assai considerevole che avrebbe accresciuto i suoi forzieri. Si spostò quindi a Gwalior, nella speranza che avrebbe incontrato il nipote mentre tornava a Kara. Tuttavia ʿAlī marciò direttamente in direzione di Kara. I consiglieri di Jalāl al-Dīn, come Aḥmad Chap, lo avvertirono di intercettare ʿAlī a Kara, ma Jalāl al-Dīn aveva fiducia nel nipote, e tornò a Delhi. Qui il fratello di ʿAlī, Almas Beg, rassicurò il Sultano sulla fedeltà di ʿAlī.
Dopo aver raggiunto Kara, ʿAlī spedì al Sultano un dettagliato rapporto sull'incursione realizzata ed espresse la sua preoccupazione sul fatto che i suoi nemici avessero potuto avvelenare la mente dello zio contro di lui. Gli chiese una lettera firmata da lui di perdono, che Jalāl al-Dīn inviò immediatamente. A Kara, i messaggeri del Sultano rimasero stupiti quando vennero a sapere della potenza militare di ʿAlī e dei suoi piani di detronizzare lo zio. ʿAlī li arrestò e li ammonì di non comunicare con Delhi. Nel frattempo, Almas Beg convinse Jalāl al-Dīn che ʿAlī portava sempre del veleno nel suo fazzoletto e che si sarebbe suicidato se non fosse stato perdonato personalmente dallo zio Sultano. Un Jalāl al-Dīn credulone si preoccupò del suo amato nipote e chiese ad Almas di recarsi a Kara e di dissuadere il fratello dal commettere un suicidio, promettendo che avrebbe visitato di persona poco tempo dopo.

## Assassinio
Nel luglio del 1296, Jalāl al-Dīn marciò su Kara alla testa di un folto esercito per incontrare ʿAlī durante il mese sacro di Ramadan. Ordinò al suo generale Aḥmad Chap di condurre la maggior parte dell'esercito per via di terra, mentre egli stesso avrebbe viaggiato percorrendo il fiume Gange con 1 000 soldati. Quando l'entourage del Sultano giunse nelle prossimità di Kara, ʿAlī mandò il fratello Almas Beg incontro a lui. Almas Beg convinse lo zio Sultano a lasciare indietro i suoi soldati, sostenendo che la loro presenza avrebbe spaventato ʿAlī, inducendolo a suicidarsi. Jalāl al-Dīn approdò con un'imbarcazione che aveva a bordo pochi dei suoi compagni, cui erano state fatte togliere le armi. Non appena il battello approdò, essi videro che truppe armate di ʿAlī stazionavano lungo le sponde. Almas li rassicurò affermando che a quelle truppe era stato ordinato di accogliere e scortare in sicurezza il sultano. Jalāl al-Dīn si lamentò della mancanza di cortesia del nipote per non essere venuto a salutarlo per l'occasione. Tuttavia Almas lo convinse ancora una volta della lealtà del fratello, dicendo che ʿAlī era impegnato a organizzare la presentazione della preda bellica di Devagiri e del banchetto in suo onore.
Soddisfatto di questa spiegazione, Jalāl al-Dīn proseguì il suo viaggio per Kara, recitando il Corano sulla barca. Quando prese terra a Kara, Il seguito di ʿAlī lo salutò e ʿAlī stesso si gettò cerimoniosamente ai suoi piedi. Jalāl al-Dīn rialzò amorevolmente il nipote, lo baciò sulla guancia e lo rimproveò di aver dubitato dell'affetto dello zio. A quel punto, ʿAlī dette un segnale al suo seguace Muḥammad Salīm, che colpì due volte con la sua spada Jalāl al-Dīn. Il Sultano sopravvisse al primo colpo e fuggì verso la barca, ma il secondo colpo lo uccise. ʿAlī coprì la sua testa con la copertura del baldacchino sultanale, e proclamò se stesso nuovo nultano.
Il 20 luglio 1296 la testa di Jalāl al-Dīn fu posta sulla punta di una lancia e mostrata nelle province, amministrate da ʿAlī, di Kara-Manikpur e di Awadh. Anche i compagni di viaggio di Jalāl al-Dīn furono trucidati, e l'esercito di Aḥmad Chap si ritiriano su Delhi.
Secondo il contemporaneo Amir Khusrow, ʿAlī ascese al trono col nome di ʿAlāʾ al-Dīn, il 19 luglio 1296 (16 Ramadan 695).